# Roja
Roja (dt.: Rojen, auch: Rohjen) ist ein Ort im Nordwesten Lettlands, an der Küste der Bucht von Riga gelegen. Roja war bis 2021 der Verwaltungssitz des gleichnamigen gleichnamigen Bezirks, der dann im Bezirk Talsi aufging. Roja ist der Hauptort der gleichnamigen Gemeinde Rojas pagasts und liegt an der Mündung des Flusses Roja. Anfang 2024 zählte Roja 2145 Einwohner.

## Geschichte
Der Ort wurde als „villa Roye“ erstmals 1387 schriftlich als Handelsplatz und Hafen des Bischofs von Riga erwähnt.
Im Ersten Weltkrieg wurde Roja 1915 von deutschen Truppen besetzt. Sie ließen zur besseren Verkehrsanbindung des Hafens Roja eine Schmalspurbahn nach Stende bauen, wo diese auf die Bahnstrecke Ventspils – Jelgava traf.
In den 1960er Jahren entstand eine Fischkonservenfabrik. Berühmt und begehrt sind „Rojas Delikatesse“, oft mit gehobeltem Knoblauch gewürzte, geräucherte Makrelen.
Von 2008 bis 2010 bestand eine Verwaltungseinheit mit dem benachbarten Mērsrags.

## Hafen und Schifffahrt
Im 16. Jahrhundert war Roja einer der drei Häfen Kurlands, die Güter ins Ausland verkaufen durften. Von See her war Roja der Zugang zum zeitweise bedeutenden kurischen Handelsplatz Saßmacken. Im 19. Jahrhundert war Roja ein Zentrum des Schiffbaus an der baltischen Ostseeküste. 1875 wurde eine Schifffahrtsschule gegründet. Zudem wurde eine Linienverbindung per Dampfer nach Riga eingerichtet. Daraufhin entwickelte sich Roja zum (bescheidenen) Seebad.

## Gemeinde Roja
Die Gemeinde Roja mit 4412 Einwohnern (2010) ist eines der Verwaltungsgebiete des Bezirks Talsi an der Küste des Golfs von Riga. Sie grenzt an die Gemeinden Mērsrags, Kolka, Dundaga, Lubes, Vandzene und Ārlava. Die größten Siedlungen sind Roja (Gemeindezentrum), Rude, Kaltene, Melnsils, Ģipka und Valgalciems. 

## Kirchen
Die lutherische Kirche ist die älteste Kirche in Roja. Sie wurde 1878 erbaut. Älter ist ihr bereits 1854 errichteter Turm.
Die jüngste Kirche in Roja ist die katholische Kirche St. Andreas. Sie wurde von 2005 bis 2007 erbaut sowie ― nach einer durch den Geldmangel der kleinen katholischen Gemeinde bedingten Unterbrechung – 2010 und 2011 mit Hilfe von Spenden aus Deutschland fertiggestellt.

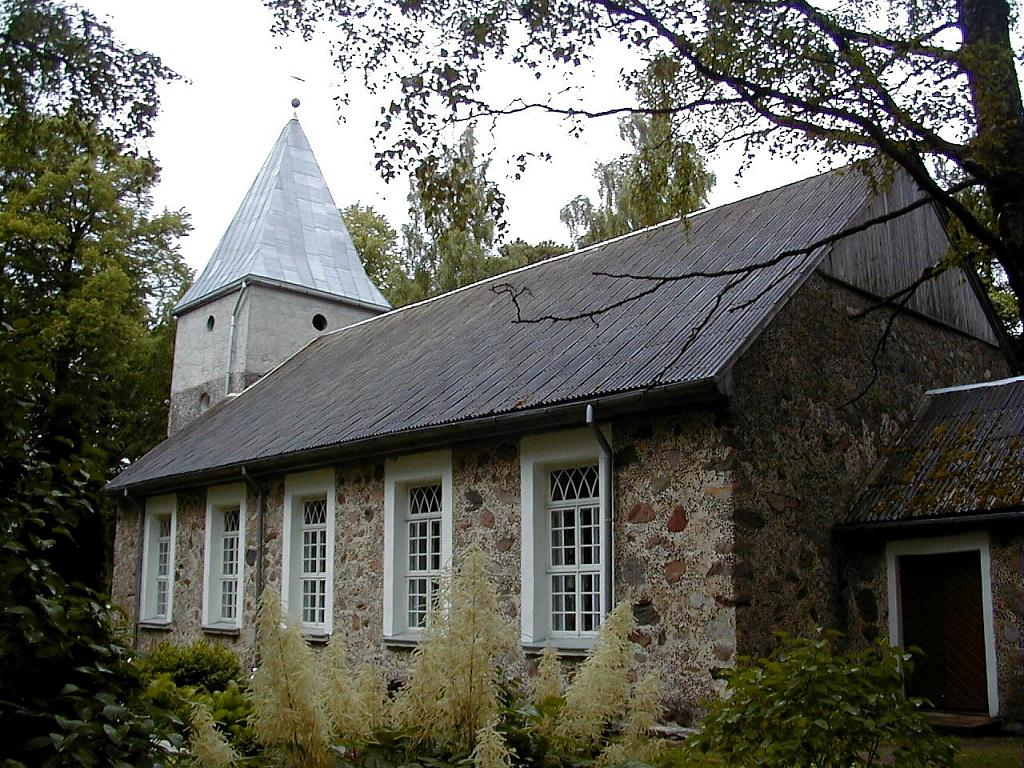
Lutherische Kirche Roja
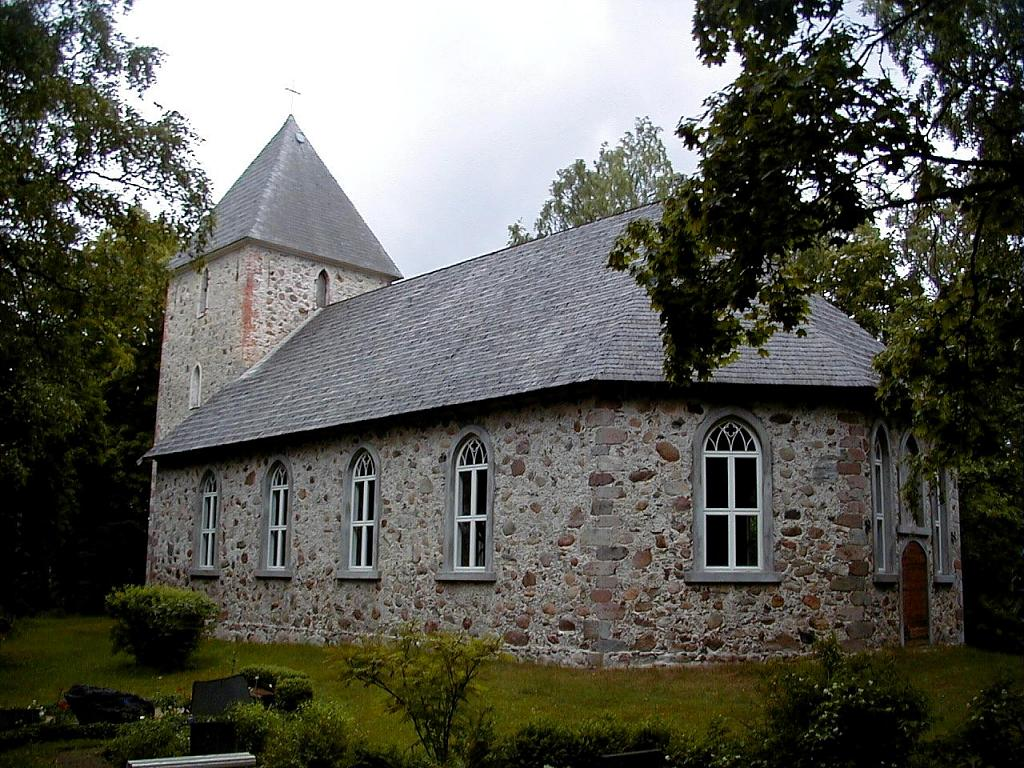
Lutherische Kirche Ģipka, 1860 erbaut
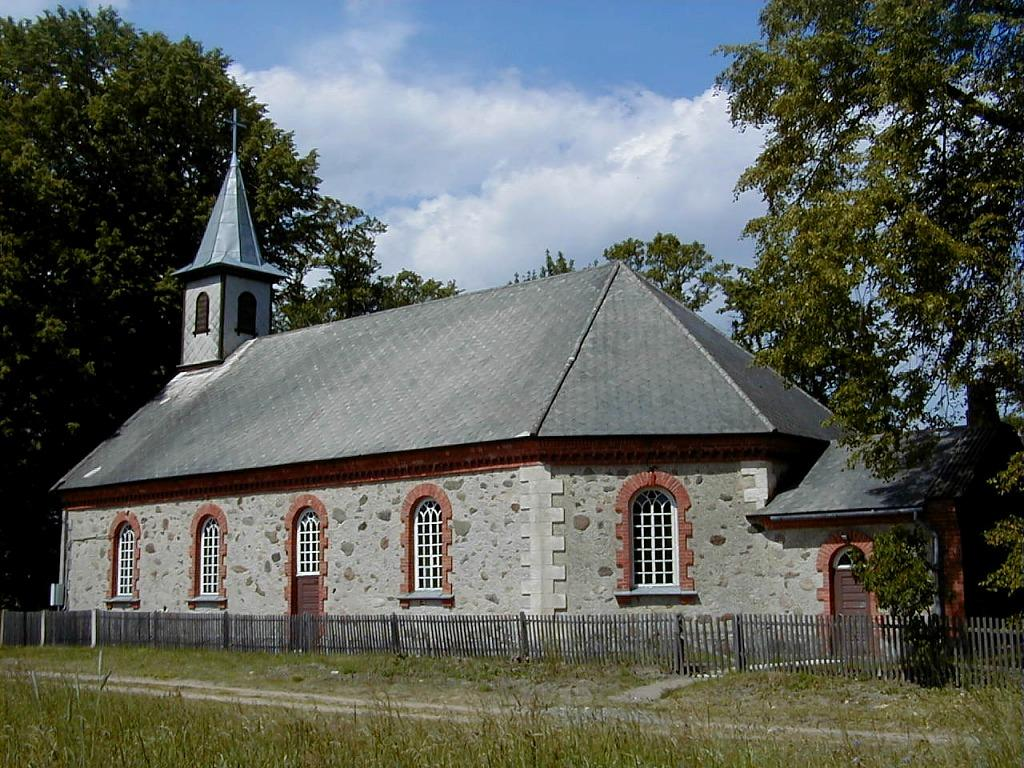
Lutherische Kirche Kaltene, 1848 erbaut